# キャップ投げ
キャップ投げ（キャップなげ）とは、ペットボトルのキャップを弾く遊び及び競技。キャップ野球とも呼ばれ、 独特の投げ方によって生み出される様々な変化球（キャップ）が存在する。

## 概要
2017年に京都大学に在籍していた日野湧也（わっきゃい）によるキャップ投げの動画がツイッターやユーチューブで拡散し、「キャップ投げ」という言葉で定着した。

## 歴史
ペットボトルキャップを投げる遊びは昔からあったと推測されるが、競技化されたのは京都大学の学生によって京都大学キャップ投げ倶楽部が設立されたことに起源を持つ。競技としての「キャップ投げ」は主に「キャップ野球」の呼称が用いられている。

### 黎明期
初のキャップ投げ倶楽部の創立者であり、発案者の日野湧也は父の仕事の都合で1歳で渡米をしていた。ロサンゼルス郊外のミドルスクールに通っていた12歳の時、授業中、机の上に置かれていた飲み終えたペットボトルのキャップを先生の目を盗んでごみ箱目がけて投げると、見事にゴールし熱中するようになる。その後、直球や変化球の投球練習、制球力を高める練習を一人でひたすら繰り返し、さまざまな投げ方を考案する。

### 倶楽部の設立
日野湧也が17歳で日本に帰った後、京都大学に進学し、入学式後の法学部の新入生の前で「キャップ投げ倶楽部をつくります」と呼びかけ、立ち上げる。
その後キャップ投げを実演した動画がネット上で反響を呼び、若年層を中心に日本各地でキャップ投げを嗜む団体ができる動きが起こった。2019年には全国大会が開催された。（ドデカミン杯）

### 競技リーグの発足

#### 関東地区
2019年にリーグが発足した。年々参加チームが増加しており、2021年秋は7チーム、2022年春は2リーグ計16チームが参加した。2024年度では100％室内での実施を実現した。2023年春はスイス式トーナメントにて行われた。2022年度の優勝チームは横浜国立大学（春）城東シャークス（秋）2023年度の優勝チームは城東シャークス（春）城東シャークス（秋）となっている。

#### 中部地区
2021年に滋賀、愛知の6チームでリーグが発足した。

#### 関西地区
2022年に京都、兵庫、大阪の5チームでリーグが発足した。2024年秋は計14チームが参加した。（1部6チーム、2部8チーム）2024年度の優勝チームは京都大学（春）・龍谷大学（秋）となっている。

### 一般社団法人の設立
2022年06月01日に一般社団法人「日本キャップ野球協会(JCBA)」が設立され、各地域の有志統括団体が集約されると同時に法人格を持つこととなった。

## 主な大会[9]

### 全国大会

#### 東西統一蓋祭(とうざいとういつふたまつり/3月)
東西地区でそれぞれ予選を行い代表を選出し、日本一を決める全国大会。

これまでの開催履歴と各地区代表・優勝チームは以下のとおりである。
| 年   | 大会名称           | 西日本予選チーム数 (うち本選進出) | 東日本予選チーム数 (うち本選進出) | 決勝トーナメント進出 | 優勝         | 準優勝     |
| ---- | ------------------ | --------------------------------- | --------------------------------- | --- | ------------ | ---------- |
| 2019 | 第一回東西統一蓋祭 | 3(1)                              | 4(1)                              | 京都大学 一橋大学 | 京都大学     | 一橋大学   |
| 2021 | 第二回東西統一蓋祭 | 4(1)                              | 9(2)                              | 京都大学 東京世田谷キャッパーズ(有志) 北海道大学,北海学園大学連合 | 東京世田谷   | 京都大学   |
| 2022 | 第三回東西統一蓋祭 | 5(1)                              | 14(3)                             | 京都大学 城東シャークス(東京都/有志) Eintracht(神奈川/有志) 北海道大学 | 北海道大学   | 城東       |
| 2023 | 第四回東西統一蓋祭 | 9(2)                              | 23(6)                             | 龍谷大学 大阪公立大学 横浜国立大学 早稲田大学 慶應義塾大学 明治大学 西埼玉キャップ野球倶楽部(有志) 城東（有志）                                                                              | 横浜国立大学 | 早稲田大学 |
| 2024 | 第五回東西統一蓋祭 | 14(4)                             | 32(12)                            | 龍谷大学 大阪公立大学 大阪大学 京都産業大学 青山学院大学 明治大学 東京大学 横浜国立大学 北海道大学 早稲田大学 慶應義塾大学 城東(有志) 西埼玉(有志) 湘南蓋処(神奈川/有志) 東京世田谷A,B(有志) | 慶應義塾大学 | 早稲田大学 |
| 2025 | 第六回東西統一蓋祭 |                                   |                                   | |              |            |

基本的にトーナメント方式であるが、2022年の第3回大会東日本予選では試験的にスイス式トーナメントが導入された。

#### 蓋ざんまい/蓋ノ陣（8月）
地区予選を行わず、参加チームで予選リーグ、決勝トーナメントを行う方式の全国大会。
千葉県佐倉市、茨城県石岡市、千葉県長生郡、京都府亀岡市などで開催実績がある。

### 地域ごとに開催される大会
関東リーグ（春5-7月、秋10-1月）
関東地域で行われる長期の大会。関東の大学生が主体となっている。
関西リーグ（春5-7月、秋10-1月）
関西地域で行われる長期の大会。2024年度を期に2部制でのリーグ戦が行われている。

#### チームシャッフル大会（2月/10月）
所属チームの垣根を越えて親睦を深めることを目的とした、シャッフルしたチームメンバーで競う大会。

#### 新人戦（6-7月）
各チームの新人(原則1年生)のみが出場資格を持つ予選リーグ、決勝トーナメントからなる大会。関東、関西で分けて開催される。

#### 大福大会/三皿大会（5月）
福岡県で開催される予選リーグ、決勝トーナメントからなる全国大会。

### 特殊な大会

#### 世代戦（3月）
生まれ年が同じ選手から選抜されたチーム同士で競うイベント。
全日本大学選手権大会（8－9月）
関東と関西で予選を行い、第一回優勝を龍谷大学が飾った。

## ルール
現在はルール策定・考案委員会が存在し、競技ルールを定めている。
一般社団法人　日本キャップ野球協会 - 規則・規約に公式キャップ野球規則が掲載されている。最近改正があり、2025年度1月版が公布された、2025年度4月より施行される予定。

### イニング
大会やリーグの規定によって異なるが、1試合3-6イニングで競われる。第一回公式キャップ投げ大会では予選は3回制で決勝は6回制であった。リーグ戦は4イニングであることが多い。

### 盗塁・リード
塁上の走者のリード、盗塁は無し。

### 競技フィールド
- ホームから13メートルの距離に背の低いフェンスを設置。
- ホームから両翼8mの地点とマウンドを結ぶ線と、ファウルラインで形成される五角形の内側をアウトゾーンとして定めている。
- バッターボックスの終端から1.8mの距離にパスボールラインを定める。

### 守備について
- 内野の守備は投手・捕手・内野手2人の計4人である。
- アウトはアウトゾーンにキャップが停止する、三振、ノーバウンドでフライをキャッチされることによってアウトを宣告される。

### チームの人数
- 大会やリーグの規定によって異なるが1チームの人数は5-7人。公式試合だとスタメン人数が5人で固定されていることが多い。

### ヒットに関して
- 一塁打：ヒットゾーンまでキャップが飛ぶ。
- 二塁打：後ろのフェンスまで1バウンド以上でキャップが到達する。
- 三塁打：後ろのフェンスにノーバウンドでキャップが直撃する。
- 本塁打：ノーバウンドでフェンスを超える。

### デッドボール
長らくデッドボールはボール扱いであったが、2021年3月の大会から首と頭部へキャップが当たった場合、デッドボールという扱いになった。

### 振り逃げ・パスボール・ワイルドピッチについて
- パスボール・ワイルドピッチは投じられたキャップがパスボールラインを割ると塁上の走者に進塁権が与えられる。
- 投じられたキャップが4ボール目の場合、パスボールラインを割ってもボールデッドとなり、進塁権は発生しない。
- 投じられたキャップが3ストライク目の場合、パスボールラインを割ると振り逃げとして扱われ、打者のみが一塁への進塁権を与えられる。野球と異なり、一塁が埋まっていても振り逃げは発生する。満塁の場合は四球同様、押し出しとなる。